# Ectropis annumerata
Ectropis annumerata är en fjärilsart som beskrevs av Louis Beethoven Prout 1925. Ectropis annumerata ingår i släktet Ectropis och familjen mätare. Inga underarter finns listade i Catalogue of Life.